# NamX HUV
HUV (для Hydrogen Utility Vehicle) — позашляховик-купе на водні від марокканської компанії-виробника автомобілів NamX від марокканського підприємця Фаузі Аннаджа, засновника, генерального директора та головного інженера компанії NamX; представлений у 2022 р.

## Презентація
NAMX HUV був представлений 11 травня 2022 року в Італії. Це результат чотирьох років розробки та співпраці між італійським виробником кузовів Pininfarina та новим марокканським виробником автомобілів NamX (для New Automotive and Mobility Exploration).

## Особливості
Особливістю HUV є змінні баки для водню. Шість змінних баків для водню додаються до основного бака і забезпечують запас ходу 800 кілометрів. Ця система дозволяє легко замінити шість знімних баків на станції без заправки основного баку, станції обслуговування водню є рідкістю.

## Двигуни
Позашляховик має паливний елемент, який виробляє електроенергію з водню, що живить електродвигун(и). У задньопривідній версії він має 300 к.с., тоді як повнопривідна версія має два двигуни для сумарної потужності 550 к.с..